# Пенетра, Алешандре
Алеша́ндре Мануэ́л Пе́нтра Корре́я (порт. Alexandre Manuel Penetra Correia; род. 9 сентября 2001, Визеу) — португальский футболист, защитник нидерландского клуба АЗ.

## Клубная карьера
Пенетра — воспитанник клубов «Пештиньяш», «Везеу», «Бенфика» и «Фамаликан». 15 августа 2021 года в матче против «Порту» он дебютировал в Сангриш лиге в составе последних. 5 ноября в поединке против «Боавишты» Алешандре забил свой первый гол за «Фамаликан».
24 июля 2023 года Пенетра перешёл в нидерландский АЗ, подписав с клубом пятилетний контракт.

## Международная карьера
В 2023 году в составе молодёжной сборной Португалии Пенетра принял участие в молодёжном чемпионате Европы в Румынии и Грузии. На турнире он сыграл в матчах против команд Грузии, Нидерландов, Бельгии и Англии.